# Håvitjärnen
Håvitjärnen är en sjö i Sollefteå kommun i Ångermanland och ingår i Ångermanälvens huvudavrinningsområde. Sjön har en area på 0,748 kvadratkilometer och ligger 272,8 meter över havet.

## Delavrinningsområde
Håvitjärnen ingår i det delavrinningsområde (706131-150577) som SMHI kallar för Inloppet i Stor-Finnsjön. Medelhöjden är 318 meter över havet och ytan är 27,92 kvadratkilometer. Räknas de 770 avrinningsområdena uppströms in blir den ackumulerade arean 6 665,3 kvadratkilometer. Faxälven som avvattnar avrinningsområdet har biflödesordning 2, vilket innebär att vattnet flödar genom totalt 2 vattendrag innan det når havet efter 155 kilometer. Avrinningsområdet består mestadels av skog (77 procent). Avrinningsområdet har 1,95 kvadratkilometer vattenytor vilket ger det en sjöprocent på 7 procent.